# ردموند (یوتا)
ردموند (به انگلیسی: Redmond) شهری در ایالت یوتا کشور ایالات متحده آمریکا است که جمعیت آن در سرشماری سال ۲۰۱۰ میلادی، ۷۳۰ نفر بوده‌است.